# 横川目郵便局
横川目郵便局（よこかわめゆうびんきょく）は、岩手県北上市にある郵便局。民営化前の分類では集配特定郵便局であった。

## 概要
住所：〒024-0399 岩手県北上市和賀町横川目12地割38-1

## 沿革
- 1883年（明治16年）3月2日 - 横川目村ノ内下村（よこかわめむらのうちしたむら）郵便局（五等）として開設[1]。
- 1885年（明治18年）10月1日 - 貯金取扱を開始。
- 1886年（明治19年）6月1日 - 横川目村下村郵便局に改称。
- 1890年（明治23年）11月10日 - 下村郵便局に改称。
- 1899年（明治32年）11月1日 - 為替取扱を開始。
- 1923年（大正12年）5月1日 - 横川目郵便局に改称[2]。
- 1934年（昭和9年）9月1日 - 電信及び電話通話事務並びに電話交換業務開始[3]。
- 1972年（昭和47年）1月26日 - 電話交換業務を北上電報電話局に移管[4]。
- 1984年（昭和59年）10月1日 - 和文電報配達業務を北上電報電話局に移管。
- 1991年（平成3年）10月28日 - 和賀仙人郵便局および陸中岩崎郵便局から集配業務の全部と、藤根郵便局から集配業務の一部を移管[5]。
- 2003年（平成15年）3月31日 - 和賀仙人郵便局の廃止に伴い、取扱事務を承継。
- 2007年（平成19年）10月1日 - 民営化に伴い、併設された郵便事業北上支店横川目集配センターに一部業務を移管。
- 2012年（平成24年）10月1日 - 日本郵便株式会社発足に伴い、郵便事業北上支店横川目集配センターを横川目郵便局に統合。

## 取扱内容
- 郵便、印紙、ゆうパック、内容証明
- 貯金、為替、振替、振込、国債
- 生命保険、バイク自賠責保険
- ゆうちょ銀行ATM（管轄はゆうちょ銀行仙台支店）
- 北上市内の一部地域および和賀郡西和賀町杉名畑44地割（湯田ダム管理事務所、後口山、当楽）内（〒024-03xx）の集配業務

## 周辺
- 北上市役所和賀庁舎
- 北上市立和賀西中学校
- 北上市立和賀西小学校
- 和賀川

## アクセス
- JR北上線 北上駅から岩手県交通｢横2・横3｣で、「横川目」終点下車。
- JR北上線横川目駅から南西へ約200m（徒歩約5分）。
- 秋田自動車道 北上西ICから北西へ約2km。
- 国道107号沿い。
- 駐車場あり：7台。